# Всетин
Всетин (на чешки: Vsetín) е град в Злински край, Чехия. Има около 25 000 жители.
Първоначално малък град, през ХХ век Всетин се превръща във важен център на индустриалния, икономическия, културния и спортния живот на страната.

## Административни части
Селата Хорни Ясенка и Рокитнице са административни части на Всетин.

## Етимология
Името Всетинпроизлиза от славянското собствено име Всата, Сета, Сентослав или Сватослав. Това вероятно е името на човек, на когото е възложено обезлесяването на района и създаването на първите полета. Първото използвано име е Сетайнц, името Всетин се използва от 1396 г.

## География
Всетин се намира на около 25 км североизточно от Злин и 54 км западно от Жилина в Словакия. Намира се в хълмист пейзаж на планината Хостин-Всетин. Най-високата точка на територията на общината е планината Каб с 841 м н.в, който се намира на източната граница на територията.
Всетин се намира в долината на река Всетинска Бечва. Село Рокитнице се намира на река Рокитенка, която се влива във Всетинска Бечва в центъра на града. Като цяло теренът е богат на малки реки и потоци.

## История

### XIV – XVI век
Първото писмено споменаване на района около река Бечва е от 1297 г., когато Всетин все още не съществува. Първото писмено споменаване на Всетин е от 1308 г., когато е собственост на рицарите тамплиери, които са го дали под наем на лорд Вок от Краварже. Всетин е описан като малък град с църква, мелница и замък Фройдсберг; в документа е описано и по-нататъшното заселване на района. През следващите десетилетия Всетин е държан от много благороднически семейства. Най-значимите са господарите на Цимбурк, господарите на Свети Юр и Пезинок, господарите на Кунщат, господарите на Шелмберк и семейство Пернщейн. През първата половина на XV век на днешния площад Хорни е построена крепост.

### XVII – XVIII век
През 1609 г. Всетин е придобит чрез брак от Албрехт фон Валенщайн. Той довежда йезуитите във владението Всетин и инициира стриктна рекатолизация сред крепостните. Религиозното и икономическо потисничество води до съпротива и дългосрочни бунтове на крепостните по време на Тридесетгодишната война. Крепостните селяни се присъединяват към шведската армия във войната и Всетин става техен център. През 1627 г. Всетин е опожарен и много хора са екзекутирани, но бунтовниците не са победени до 1644 г. Около 200 участници в бунта са екзекутирани във Всетин и той остава един от най-ужасните в историята на нацията. Всетин и селата в околностите са изгорени.
По време на Тридесетгодишната война Всетин се простира от първоначалния така наречен Горен град до пасищата, разположени на левия бряг на река Бечва, където от XV век има мелница. Семейства бежанци от околните градове, главно от Валашке Мезиржичи, драматично засегнати от войната, се заселват там и основават селище, наречено Долен град. През 1647 г. Долният град става автономна община, която има само advocatus с днешен Всетин. Горният и Долният град често спорят по различни въпроси като данъци, земя и пазари.
Между 1663 и 1683 г. Всетин е опустошен от турски и татарски набези, последвани от унгарски бунтовници. През 1708 г. градът е най-засегнат, тъй като унгарските бунтовници го изгарят почти до основи, включително замъка. Отнема десетилетия Всетин да се възстанови от тези поражения.
През 1653 г. Всетин става собственост на унгарско благородническо семейство, графовете на Илесхази, които го притежават почти 180 години и оказват най-дълбоко влияние върху неговото развитие. По време на ерата на Ян от Илесхази през втората половина на XVIII век се повтарят кървавите бунтове на протестантите. Едва с Едикта за толерантност, издаден през 1781 г., ситуацията се охлажда.

### XIX век
През 1849 г. Горният и Долният град се сливат. През първата половина на XIX век Всетин и околността са повлияни от Индустриалната революция, като се използват огромните запаси от дървесина в околните букови и елови гори. Захарна фабрика, парна дъскорезница, фабрика за производство на кибрит и стъкларска фабрика са основани през 1868 г. и са първите фабрики във Всетин. В края на XIX век Всетин се превръща във важен център за промишлено производство на мебели от огъната дървесина във фабриките на Якоб и Йозеф Кон и Братя Тонет, които принадлежат към най-добрите компании в света за този тип мебели.
През 1885 г. градът е свързан с вътрешна железопътна система, последвано от изграждането на училища, болница, електроцентрала, водопроводи и други обществени съоръжения. Томаш Масарик, който е представител на източноморавските градове в Имперския съвет по това време, също допринася за изграждането на някои от тези съоръжения.

### ХХ век
През 1909 г. Всетин става областен град и значението му нараства успоредно с икономическия му бум. Мебелната индустрия запада по време на световната икономическа криза през 30-те години на ХХ век, последвана от ограничаване на производството в други индустриални компании. Тази ситуация води до високо ниво на безработица в района. Това се променя през 1937 г. с изграждането на нова фабрика на производителя на огнестрелни оръжия Zbrojovka Brno. По това време Всетин вече е известен с производството си на електрически двигатели във фабриката на Йозеф Соуседик.
По време на Втората световна война, главно поради военното производство, броят на жителите се удвоява, достигайки 14 000 души. Новите жители са главно служители във фабриката Zbrojovka, дошли от Бърно. По време на войната последователно се създават няколко съпротивителни групи, сред които една от най-значимите е тази на Йозеф Соуседик. Нейните членове започват сътрудничество с групата на Клей, свързана с правителството в изгнание в Лондон, а по-късно с Първа чехословашка партизанска бригада на Ян Жижка, която преминава границата на Моравия по време на Словашкото национално въстание. Всетин е освободен на 4 май 1945 г. от силите на Първа чехословашка армия, водена от генерал Карел Клапалек.
Следвоенното развитие на града е повлияно дълги години от бързото му разрастване по време на войната. Градът изпитва значителен недостиг на жилища, магазини, учебни помещения и медицински центрове. Неговата ориентация към развитието на тежката промишленост и военното производство води до закриването на редица по-малки индустриални предприятия. Във връзка с комунистическото политическо развитие след февруари 1948 г. частната търговия последователно запада.
Проблемите, свързани с разрастването на града, се отразяват главно в областта на жилищното строителство и училищната система. През 1960 г. започва масово строителство на панелни жилищни комплекси в покрайнините на града, което представлява само частично решение на проблема. Между 1960 и 1990 г. броят на жителите в града почти се удвоява. Пикът е достигнат през 1991 г., когато Всетин има почти 30 000 жители. 
След падането на комунизма през 1989 г. много от големите преди това държавни фабрики във Всетин се сблъскват с трудности, докато се борят да се конкурират като част от по-широката европейска икономика. Тези остарели индустрии до голяма степен са разделени, за да формират по-малки, по-ефективни, нови частни компании, или са закупени от чуждестранни инвеститори, които успяват да осигурят капитала, необходим за модернизиране на производството. Въпреки че това води до високи нива на безработица, невиждани по време на комунизма, през следващите десетилетия настъпва постепенно възстановяване.

## Население
Статистика на числеността на населението от 1869 г.
| \| Година на преброяване \| Численост \| \| --------------------- \| --------- \| \| 1869 \| 5107 \| \| 1880 \| 6061 \| \| 1890 \| 7869 \| \| 1900 \| 8869 \| \| 1910 \| 10 123 \| \| 1921 \| 9382 \| \| 1930 \| 9727 \| \| 1950 \| 16 625 \| \| 1961 \| 18 213 \| \| 1970 \| 22 108 \| \| 1980 \| 27 932 \| \| 1991 \| 29 661 \| \| 2001 \| 29 190 \| \| 2011 \| 26 638 \| \| 2021 \| 24 958 \| |           |
| Година на преброяване | Численост |
| 1869 | 5107      |
| 1880 | 6061      |
| 1890 | 7869      |
| 1900 | 8869      |
| 1910 | 10 123    |
| 1921 | 9382      |
| 1930 | 9727      |
| 1950 | 16 625    |
| 1961 | 18 213    |
| 1970 | 22 108    |
| 1980 | 27 932    |
| 1991 | 29 661    |
| 2001 | 29 190    |
| 2011 | 26 638    |
| 2021 | 24 958    |

## Икономика
Всетин е индустриален град с няколко големи компании. Най-големият индустриален работодател, базиран в града, е Kayaku Safety Systems Europe (част от Nippon Kayaku Group), производител на системи за безопасност за автомобилната индустрия.
Други значими промишлени компании са Austin Detonator (част от Austin Powder Company), един от най-големите световни производители на детонатори, основан през 1953 г. в помещенията на бившата фабрика Збройовка, и WOCO STV, производител на части за автомобилната индустрия, основана през 1956 г.

## Транспорт
Всетин се намира на железопътна линия от регионално значение до Пршеров и на железопътни линии от местно значение до Велке Карловице и Валашске Клобоуки.

## Култура
Всетин се намира в културния регион на Моравска Влахия. Народната култура се поддържа жива от влашки песни и танцови групи в продължение на много десетилетия.
През лятото на 1949 г. влашките градове и общини организират важна местна изложба, наречена Влашко на работа. От 1999 г. тази изложба се отбелязва с организирането на едноседмичен мултижанров фестивал, наречен Valašské záření („Влашко сияние“).

## Спорт
Градът е дом на ФК Всетин, най-успешният отбор по хокей на лед в страната през 90-те години на ХХ век, шесткратен победител в Националната лига. Въпреки това от 2022 г. клубът играе във второ ниво на чешкото първенство по хокей на лед.

## Забележителности
Историческият център се формира от площад Хорни и околностите му. На площада се намират няколко паметника, включително замъкът Всетин, старото кметство и новото кметство.
Замъкът Всетин с високата си кула е основната забележителност на града и най-старата историческа сграда. Ренесансовият замък е построен между 1600 и 1610 г. на мястото на старата крепост, която през 1708 г. е унищожена от пожар и е възстановявана няколко пъти. Сегашният неокласически вид на замъка е от реконструкцията през 1833–1834 г. През ХХ век замъкът служи за седалище на различни институции и е повреден. След ремонт, той е отворен за обществеността през 1975 г. и все още служи като основен регионален културен и социален център. В него се помещава Регионалният музей на Моравска Влахия, основан през 1924 г.
Старото кметство е построено през 1720 – 1721 г. През 1850 г. е сградата е възстановена и е добавена кулата. Днес Старото кметство служи като галерия и ритуална зала. Новото кметство е построено в неоренесансов стил през 1898 – 1899 г. и днес в него се помещава хотел.
Църквата „Успение Богородично“ е нетипична барокова църковна сграда от края на XVII век. Първоначално е построена като замък за граф Иржи Илешази, който посвещава незавършената конструкция на католическата църква, след като старата дървена църква е опожарена през 1683 г. Новата църква е осветена през 1689 г. По време на преустройства през XIX век църковната кула е завършена с луковиден купол с три нови камбани.

## Личности
- Йозеф Соуседик (1894 – 1944), изобретател, индустриалец и борец на съпротивата
- Ярмила Шулакова (1929 – 2017), народна певица
- Мирослав Тетер (1938 – 2021), политик и академик
- Елишка Балзерова (* 1949), актриса
- Мирек Тополанек (* 1956), бивш министър-председател и председател на Европейския съвет
- Роман Войтек (* 1972), актьор
- Вацлав Вараджа (* 1976), хокеист
- Роман Хубник (* 1984 г.), футболист

## Побратимени градове
Vsetín е побратимен с:
- Битом, Полша
- Мьодлинг, Австрия
- Стара Любовня, Словакия
- Тренчансе Теплице, Словакия
- Въргорац, Хърватия